# Corticarina bhutanensis
Corticarina bhutanensis es una especie de coleóptero de la familia Latridiidae.

## Distribución geográfica
Habita en Bután.